# 阿莫雷特 (密蘇里州)
阿莫雷特（英語：Amoret）是位於美國密蘇里州貝茨縣的城市。

## 人口
根據2020年美國人口普查的數據，阿莫雷特的面積為0.55平方千米，皆為陸地。當地共有人口133人，而人口密度為每平方千米242人。